# Douglas Beanland
Douglas Beanland, britanski general, * 1893, † 1963.